# Gradina na Crvenom jezeru
Gradina na istočnom rubu Crvenog jezera, gradina kod Imotskog.

## Opis
Nastala 2000. pr. Kr. Na istočnom rubu Crvenog jezera smjestila se jedna od najvećih i najvažnijih prapovijesnih gradina ovog područja. Gradina na Crvenom jezeru i područje neposredno oko nje zauzima oko dva hektara površine na padini brda. Sa sjeverne i djelom sa zapadne strane zaštićena je jezerskim ponorom dok je s južne, dijelom sa zapadne te istočne strane branjena, i danas vrlo dobro vidljivim, visokim i širokim bedemom, dugim oko sto metara i mjestimično visokim do deset metara. Bedem je građen u tehnici suhozida. Gradina se koristila i u kasnoj antici.

## Zaštita
Pod oznakom Z-4626 zavedena je kao nepokretno kulturno dobro - pojedinačno, pravna statusa zaštićena kulturnog dobra, klasificirano kao "arheološka baština".